# Los Bunkers
Los Bunkers (a pronúncia em espanhol é: //lɒs'buŋ.keɾs//) é uma banda de rock de nacionalidade chilena. Seus integrantes vêm da comuna de Hualpén, na cidade de Concepción.
A banda é conhecida por seu estilo de rock contemporâneo, baseado nos anos 60 em diante, com influência de grupos musicais como TheBeatles e Los Tres, incorporando também sons de raiz folclórica fortemente inspirados na 'Nueva Canción Chilena'. Em algumas ocasiões foram chamados de: «Os Beatles chilenos».

## História

### Os começos
O grupo se originou na cidade de Concepción, na VIII região de Bío-Bío, zona centro-sul do Chile.
Dois de seus integrantres (Álvaro López e Francisco Durán) conheceram-se ao redor do ano de 1996 no Colégio Salesiano de Concepción, que passaram a integrar varias bandas, tais como La Pol Chefer Band com o baterista Alejandro Silva, dedicados a tocar covers de grupos dos anos 60's. Esta banda também consistia de Gonzalo López e já teve seu próprio repertório. Os outros dois membros dos Bunkers (Mauricio Durán e Mauricio Basualto) estão na Faculdade de Jornalismo da Universidade de Concepción que fazem parte de um grupo que tocava música de The Beatles, chamado de Los Biotles. Outro projeto foi Grass, um quarteto no qual formaram parte Basualto, M. Durán, Pedro Araneda (este último também baixista de Pettinellis) e Cristian "Coiote" López. No inverno de 1999 foi criada a banda "Los Bunkers", com o Álvaro López em vocais e violão, Gonzalo López no baixo, os Francisco e Mauricio Durán nas guitarras e coro, e Manuel Lagos (baterista do período da adolescência do Álvaro e do Francisco no Colégio Salesiano) em bateria. Já naquela época estavam interessados na composição. Assim, como nos primeiros shows ouviram-se canções como: Fantasías Animadas de Ayer y Hoy, Buscando Cuadros, No sé e Jamás, que seriam parte de seu álbum de estréia. Junto com isso, eles interpretam versões de músicas de The Kinks, The Beatles, The Who, Jimi Hendrix, Cream, The Byrds, David Bowie, Bob Dylan e um longo etcétera.
A estréia acontece na Universidade Técnica Federico Santa María, de Hualpén, e seu contínuo circuito de concertos entre 1999 e 2000, faz do que a imprensa local começa a perceber sua atividade e que realze os seus talentos.
Gonzalo López toca guitarra a partir do lançamento e a turnê do álbum Música libre, nas músicas "Quien fuera" (Quem fora) e "Santiago de Chile" (Santiago do Chile), enquanto o Francisco Durán en tais ocasiões tocara o baixo elétrico.

## Componentes

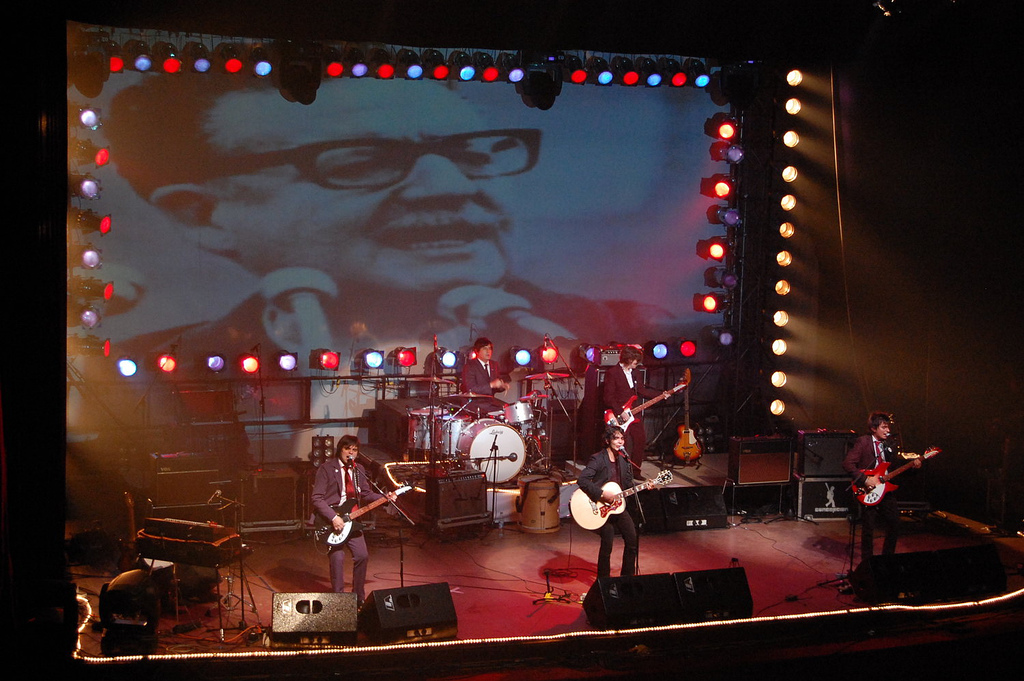
Os Bunkers no Teatro Universidad de Concepción na sua cidade nativa, em 2007. De esquerda para dereita, Francisco Durán, Mauricio Basualto, Álvaro López, Gonzalo López e Mauricio Durán

O Mauricio Durán tocando em um concerto.

## Discografia

### Álbuns de estúdio
- 2001 - Los Bunkers
- 2002 - Canción de lejos [Uma Música Afastada].
- 2003 - La culpa [A culpa].
- 2005 - Vida de perros [Vida de cãos].
- 2008 - Barrio Estación [Bairro Estação].
- 2010 - Música libre [Música Livre].
- 2013 - La Velocidad de la Luz [A Velocidade da Luz].

### EP
- 2000 - Jamás [Jamais].

### DVD
- 2006 - En vivo DVD [Ao Vivo DVD].

### Coletânea musical
- 2007 - Singles 2001-2006